# Felsberg (Sarre)
Pour les articles homonymes, voir Felsberg.
Felsberg (en sarrois Felsbärsch) est un quartier de la commune allemande de Überherrn, en Sarre.

## Géographie
La localité comprend Unterfelsberg, Oberfelsberg et Neuhof.

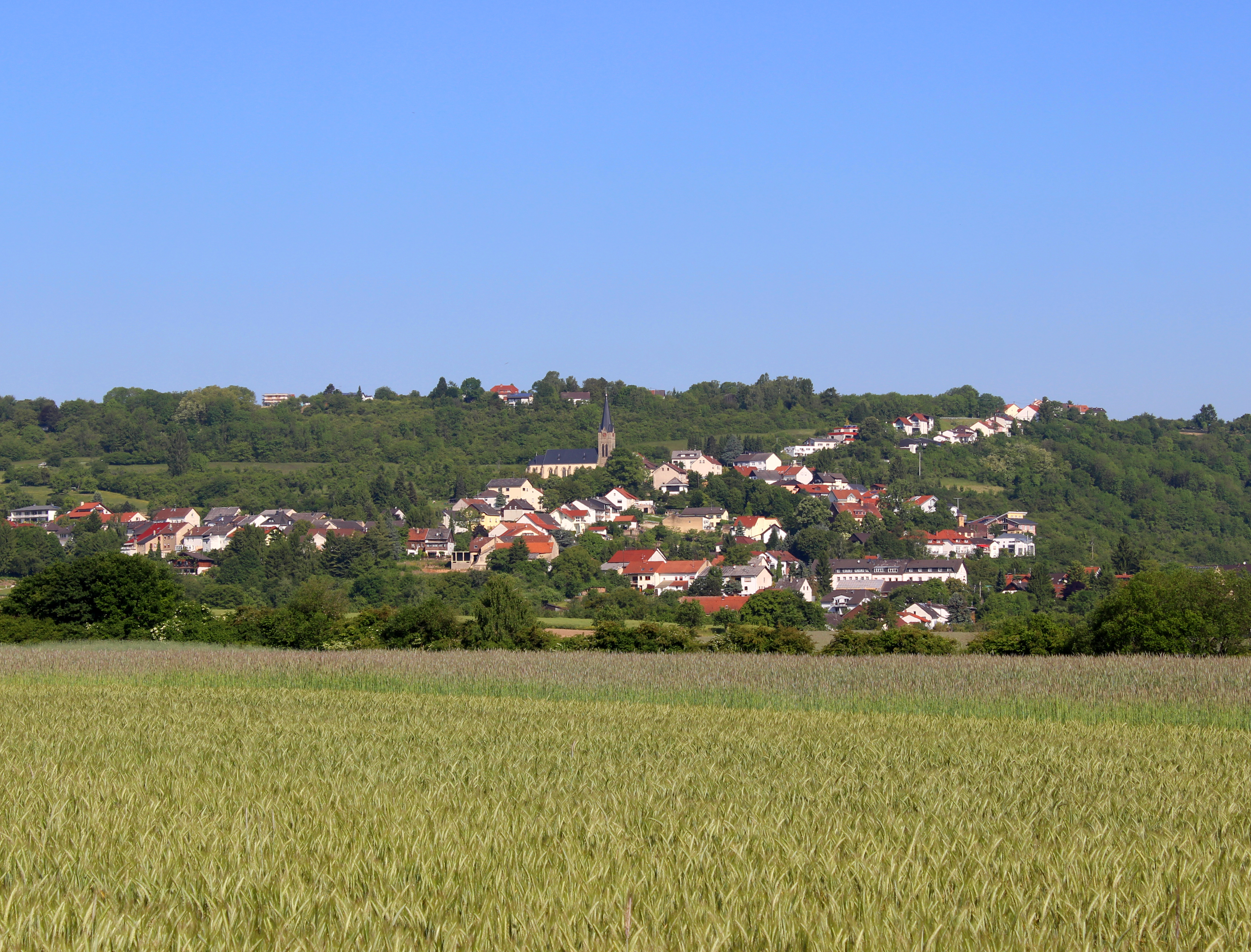

## Histoire
Était anciennement une commune indépendante.
Le 1er janvier 1974, Felsberg fut rattaché à Überherrn.

## Monuments et sites d’intérêt
Les principaux sites pittoresques sont :
- le château fort Teufelsburg construit entre 1354 et 1390,
- l'église Saint Nicola,
- l'émetteur d'Europe 1.

Sur le plateau de Felsberg (Sauberg) un émetteur radio à ondes longues diffusant vers la France les programmes de la station privée franco-sarroise Europe 1 depuis 1955. L'architecture du bâtiment de la station est exceptionnelle et classée monument historique en 1999. Dans le hall vitré sur le forme d'un coquille Saint-Jacques et sans colonne on peut retrouver des objets d'expositions d'ancien émetteur. La construction soulève des difficultés techniques complexes à l'époque.
Longtemps l'émetteur d'Europe 1 a été l'un des plus grands émetteurs radio en ondes longues du monde.
On pouvait capter cet émetteur, sans difficulté en plein jour sur un simple récepteur radio transistor, en France à l'est d'une ligne allant de Brest à Bordeaux, puis au nord d'une ligne allant de Bordeaux à Brive, Clermont-Ferrand, Vienne, Grenoble et les Alpes.

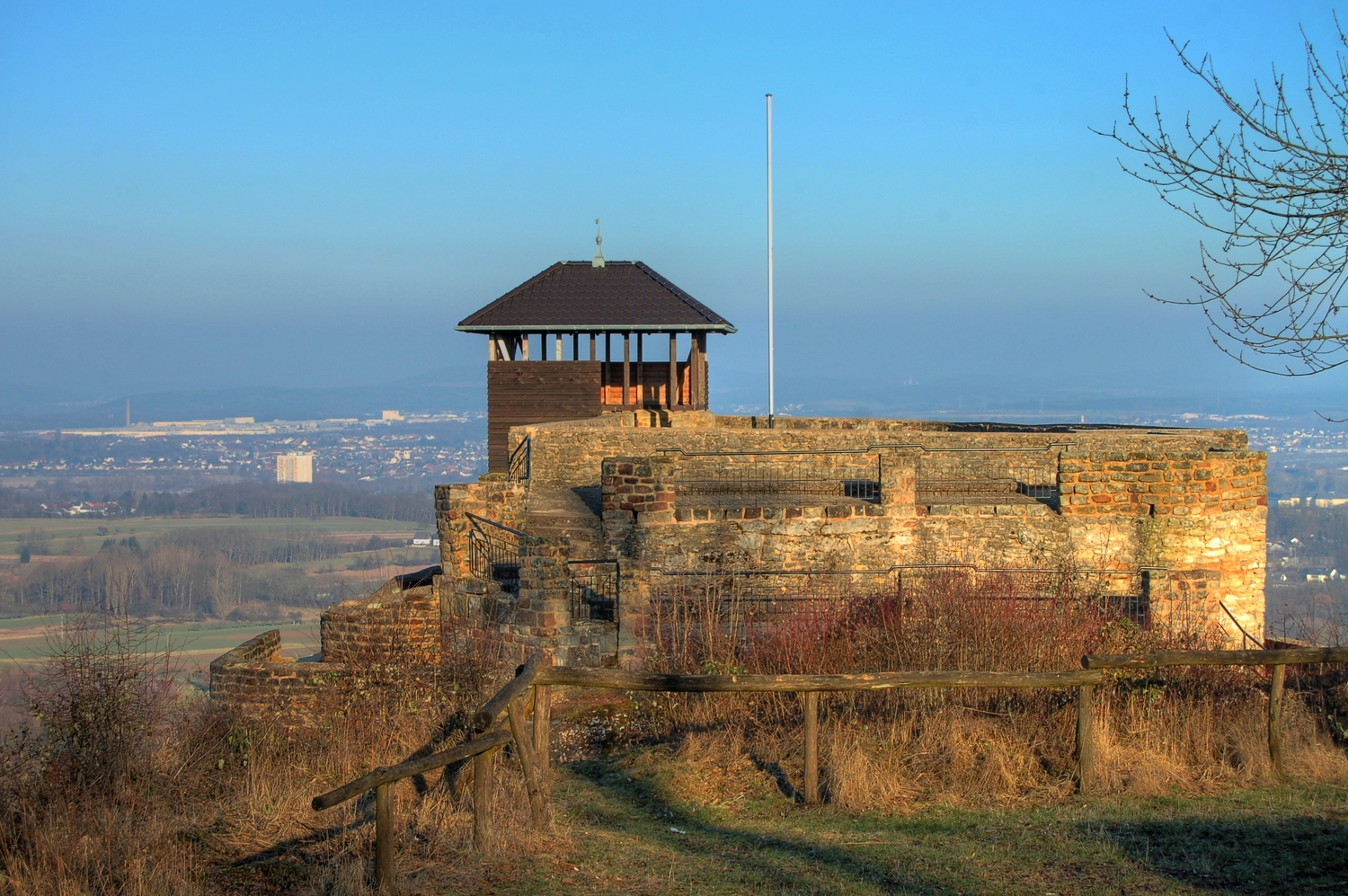
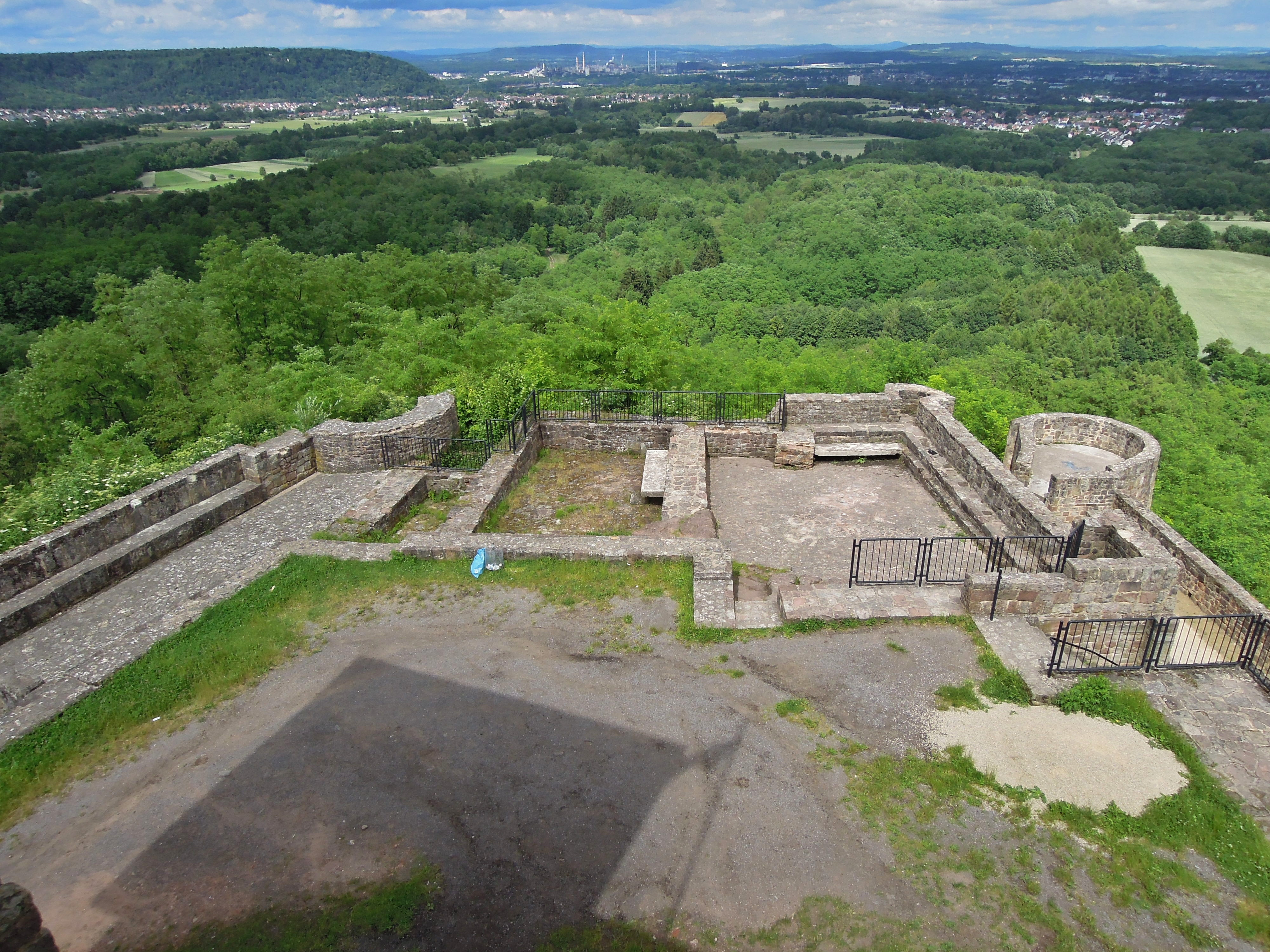
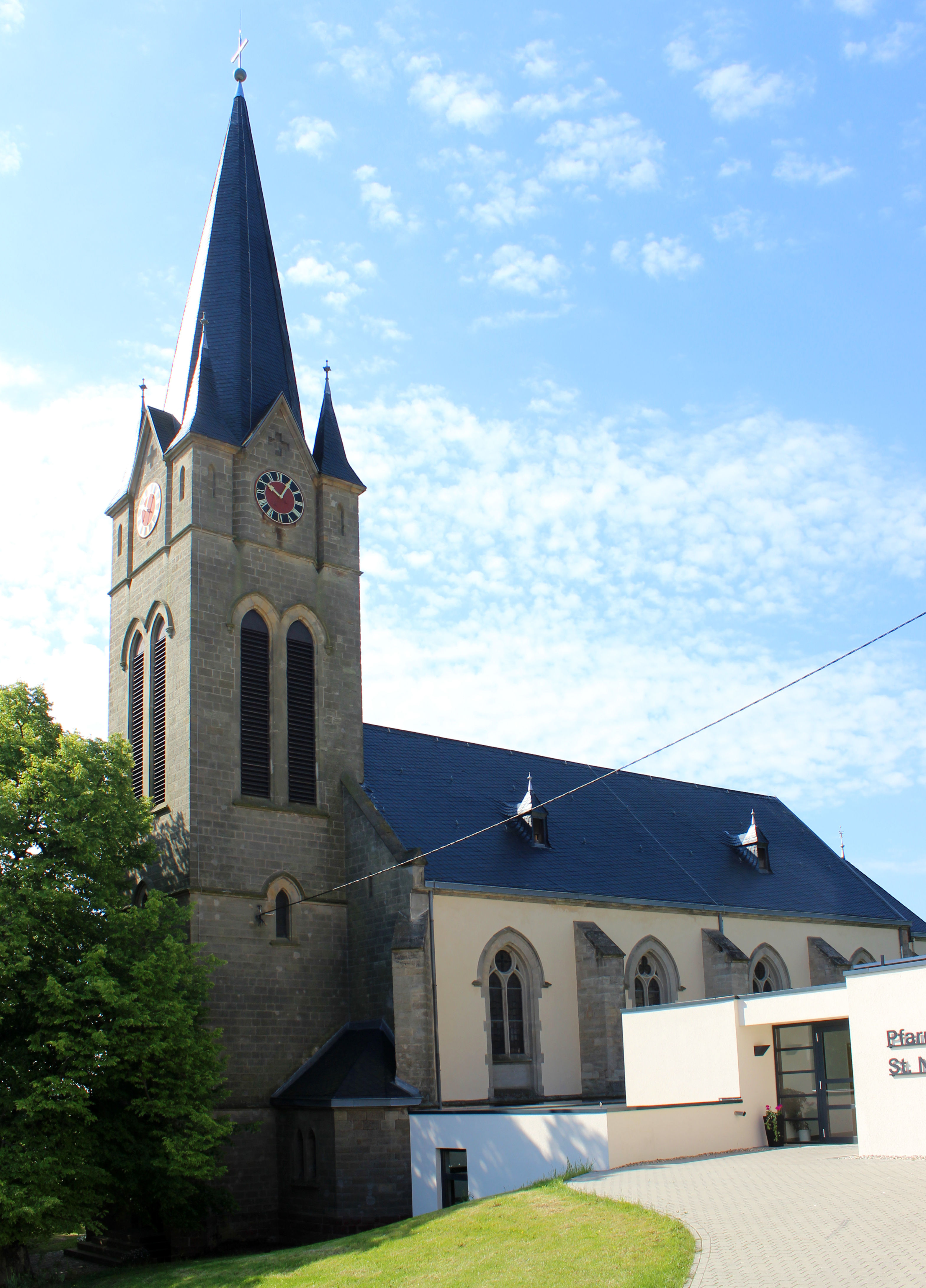
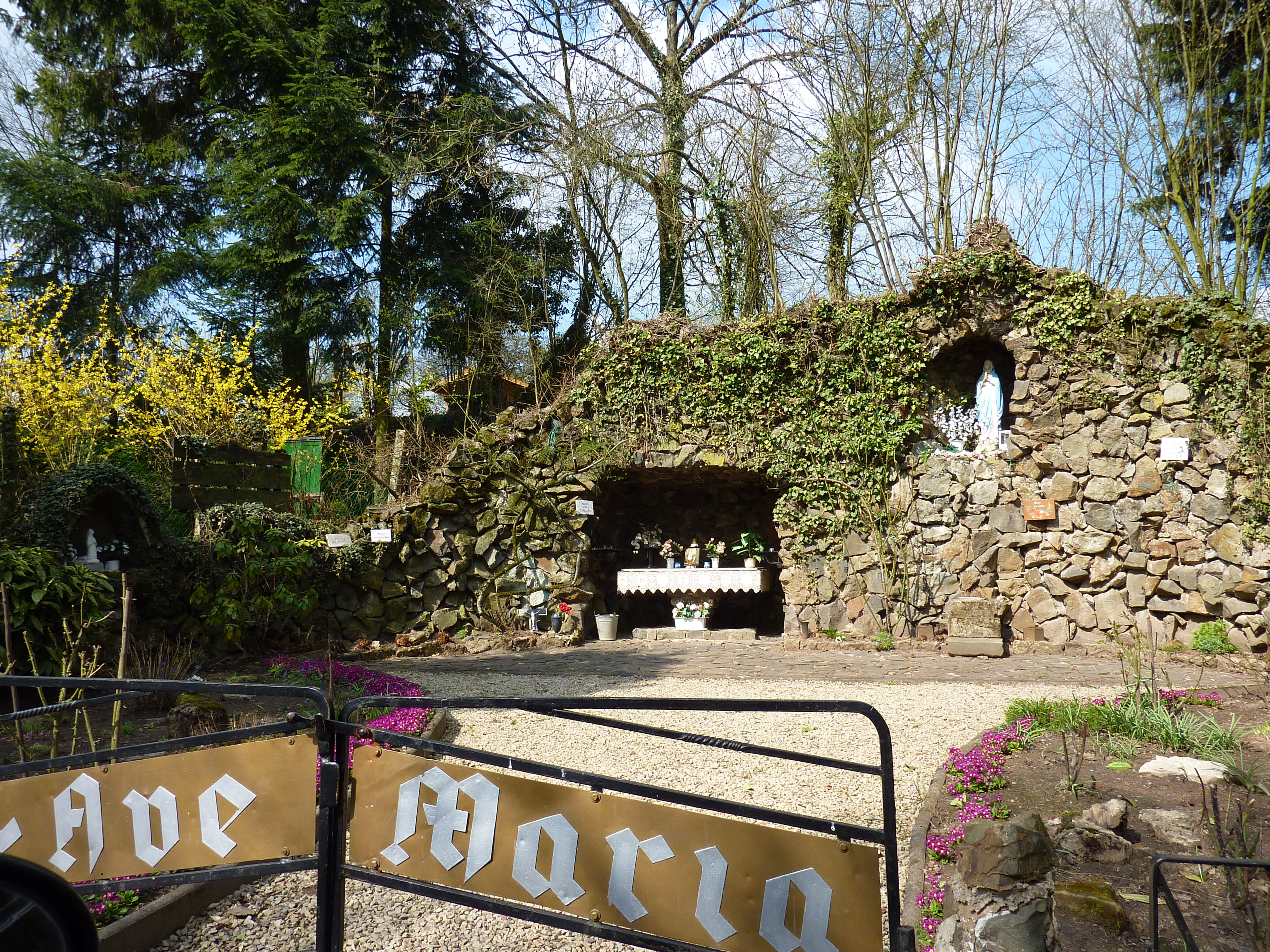